# پنتامایسین
پنتامایسین (انگلیسی: Pentamycin) یک ضد میکروبی ماکرولید است که در درمان کاندیدیاز واژن، عفونت تک‌یاخته‌ای تریکومونیازیس و عفونت‌های ترکیبی به کار می‌رود. همچنین برای درمان آسپرژیلوز ریوی به عنوان یک داروی استنشاقی پودر خشک استفاده می‌شود.